# Mutne
Mutne – wieś w Polsce położona w województwie śląskim, w powiecie żywieckim, w gminie Jeleśnia.
W latach 1975–1998 miejscowość administracyjnie należała do województwa bielskiego.
Przez miejscowość przepływa potok Mutnik będący dopływem rzeki Koszarawa. Od wschodu nad Mutnem wznoszą się porośnięte lasem szczyty Pasma Pewelskiego: Janikowa Grapa, Beskid i Madeje, od zachodu Biedaszkowski Groń, południową granicę wsi tworzy rzeka Koszarawa, od północy graniczy z wsią Pewel Ślemieńska.
Mutne powstało w XVII wieku. W XIX wieku pozyskiwano w nim rudę żelaza.